# Кассама, Сиприану
Сиприану Кассама (порт. Cipriano Cassamá; род. 1959, Bula, Северная провинция) — государственный и политический деятель Гвинеи-Бисау. Член «Африканской партии независимости Гвинеи и Кабо-Верде» (ПАИГК). С августа 2008 по январь 2009 года работал министром внутренних дел. Председатель Национального народного собрания в 2014–2023 годах.

## Биография

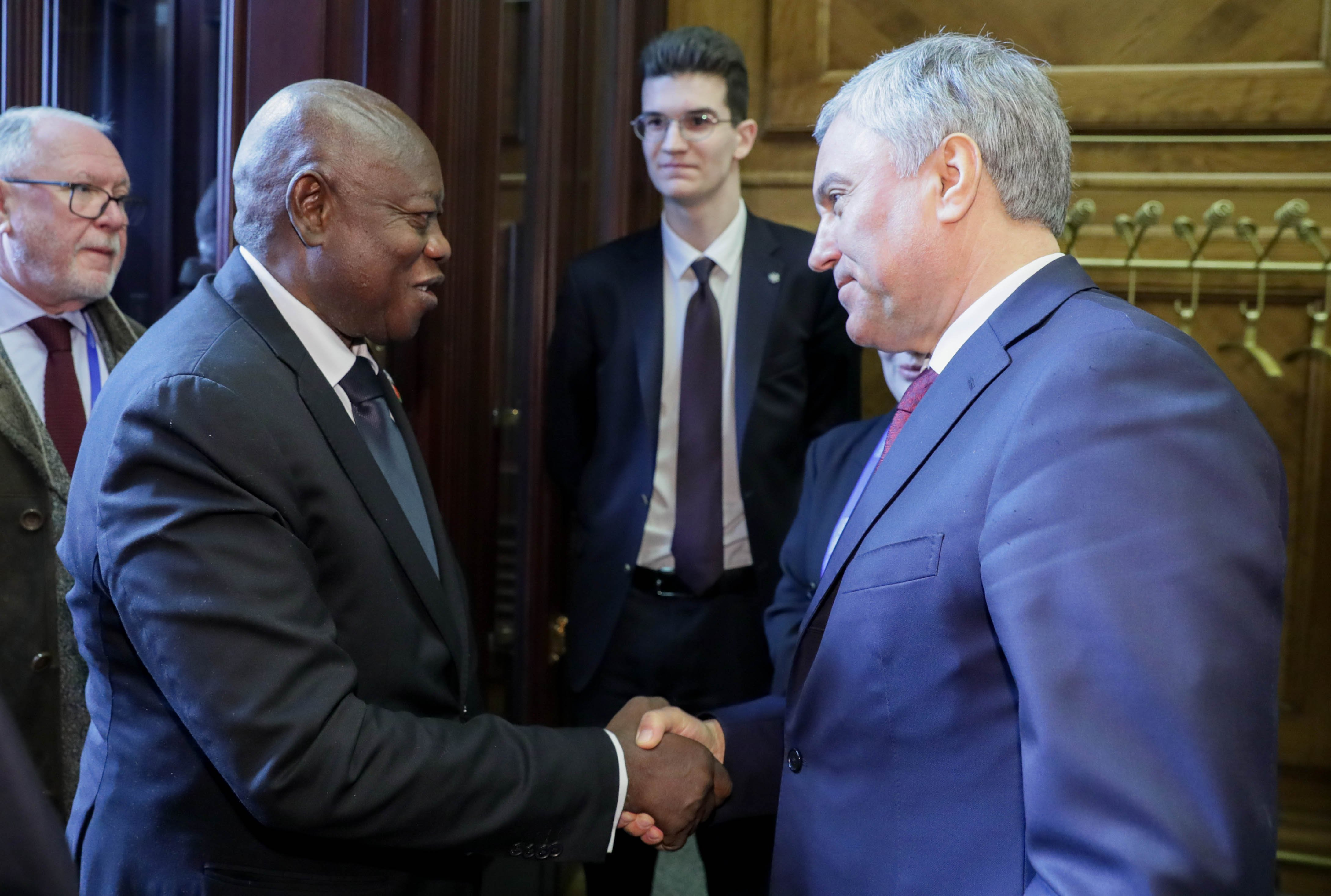
Сиприану Кассама и Вячеслав Володин в Москве 20 марта 2023 года.

Работал пресс-секретарем президента Жуана Бернарду Виейры во время гражданской войны 1998—1999 годов. После того, как премьер-министр Франсишку Фадул сравнил Жуана Виейру с Антониу Салазаром во время визита в Португалию 19 апреля 1999 года, Сиприану Кассама раскритиковал Фадула за использование «преднамеренно оскорбительных, агрессивных выражений». После окончания гражданской войны Жуан Виейра был свергнут, а Кассама — арестован вместе с Кондуту де Пина в начале февраля 2000 года по обвинению в подстрекательстве к войне и поддержке иностранной оккупации. Позже ему вместе с рядом других сотрудников, служивших под командованием Жуана Виейры, было предъявлено обвинение в растрате, но в начале июня 2003 года окружной суд Бисау оправдал его. Впоследствии занимал должность председателя парламентской группы «ПАИГК». Несмотря на то, что «ПАИГК» отвергала Жуана Виейру, Сиприану Кассама был среди тех, кто приветствовал его в Бисау, когда тот вернулся из ссылки 7 апреля 2005 года.
17 марта 2008 года выдвинул свою кандидатуру на пост председателя «ПАИГК» на следующем съезде, заявив, что может обновить и воссоединить партию, в которой его считали диссидентом. На седьмом очередном конгрессе «ПАИГК», который проходил в Габу, Карлуш Жуниор Гомиш был переизбран председателем «ПАИГК» 1-2 июля 2008 года. Сиприану Кассама получил только 61 голос, заняв четвертое место.
9 августа 2008 года был назначен министром внутренних дел в правительстве премьер-министра Карлуша Корреи. Это назначение считалось особенно важным из-за ответственности министерства за проведение парламентских выборов в ноябре 2008 года. На этих выборах «ПАИГК» получила большинство в 67 из 100 мест в Национальном народном собрании, а Сиприану Кассама был избран в качестве кандидата от ПАИГК в 10-м избирательном округе Сафим-э-Прабис.
4 января 2009 года после предполагаемого нападения «элементов президентской гвардии» на начальника штаба вооружённых сил генерала Батисту Тагме На Вай, тот обвинил Сиприану Кассаму в заказе нападения. Однако, представитель президентской гвардии заявил, что винтовка выстрелила случайно и покушения не было. Сиприану Кассама не входил в состав правительства «ПАИГК», назначенного 7 января 2009 года, Лусиу Соареш был назначен вместо него на должность министра внутренних дел.